# Abrina

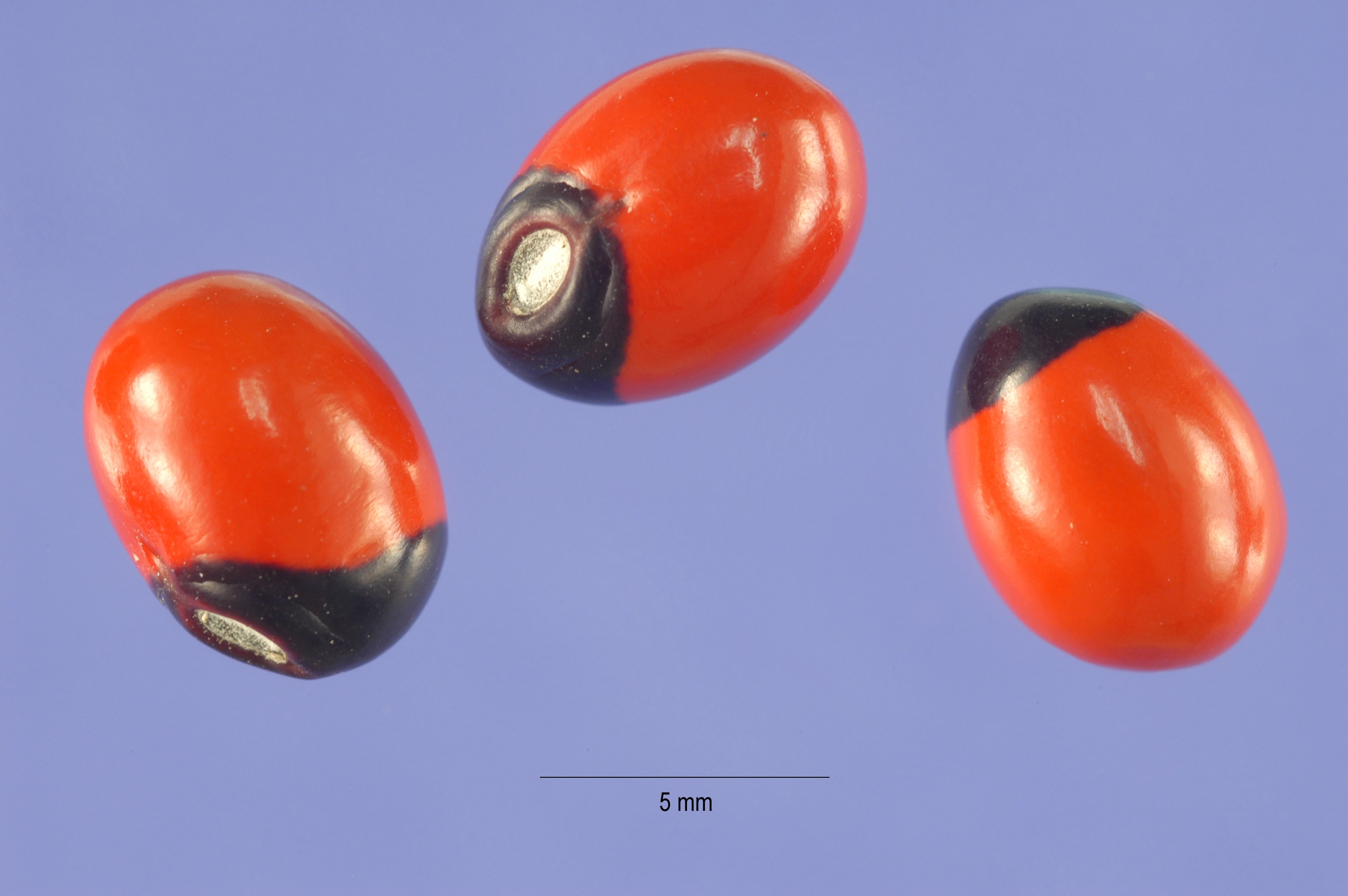
Semillas de Abrus precatorius.

La abrina es una toxoalbúmina muy tóxica que se encuentra en las semillas de Abrus precatorius (regaliz americano). Tiene una dosis semiletal de 0,7 microgramos por kilogramo de masa corporal cuando se da a ratones intravenosamente. La dosis tóxica media para humanos varía de 10 a 1000 microgramos por kilogramo cuando se ingiere y de 3,3 microgramos por kilogramo cuando se inhala.

## Propiedades físicas
Es una lectina y puede ser producida en forma de polvo, un spray, una píldora, o puede ser disuelta en agua. La abrina en polvo es de color blanco amarillenta. Es químicamente estable.

## Usos
No hay información de que haya sido usada como arma. Abrus precatorius, de la cual se extrae la abrina, es común en muchas áreas tropicales a lo largo del mundo y algunas veces se usa como remedio herbal. Las semillas de Abrus precatorius se utilizan para hacer collares, lo que puede llevar a una intoxicación por abrina aunque se trague tan solo una semilla. La capa exterior de la semilla protege contra los ácidos del estómago de la mayoría de los mamíferos. La abrina tiene potenciales usos médicos, tales como en el tratamiento para matar células cancerosas.

## Toxicidad
La Abrina actúa penetrando en las células corporales e inhibiendo la síntesis de proteínas. Al unirse a una cadena de carbohidratos en la superficie celular, la molécula de abrina se ancla a la célula, y entra en el interior celular, donde reacciona con una subunidad ribosómica e interfiere con el proceso de síntesis de proteínas normal de las células. Sin estas proteínas las células no pueden sobrevivir. La gravedad de los efectos del envenenamiento por abrina varían según cual sea el medio de exposición a la sustancia (si se inhala, ingiere, o inyecta).

## Signos y síntomas de la exposición a la abrina
Los principales síntomas de la intoxicación por abrina dependen de la vía de exposición y de la dosis recibida, aunque muchos órganos pueden verse afectados en los casos graves. Los síntomas iniciales del envenenamiento por abrina por inhalación pueden ocurrir dentro de las 8 horas de exposición. Después de la ingestión los síntomas iniciales pueden ocurrir en menos de 6 horas, pero por lo general empiezan con un retraso de 1 a 3 días. Ante la posible exposición a estos productos se recomienda encarecidamente identificar bien el agente y consultar  a su centro toxicológico por los pasos a seguir, normalmente será enviado al servicio de urgencia.